# Bundeswehr-journal
Das bundeswehr-journal ist ein unabhängiges deutsches Militärmagazin, welches von Oberstleutnant der Reserve (d.R.) Christian Dewitz über die von ihm im Jahr 2000 gegründete Agentur mediakompakt in Bad Godesberg herausgegeben wird.
Das Magazin erscheint seit Anfang 2005 regelmäßig und beschäftigt sich mit Nachrichten aus den Themenbereichen Sicherheitspolitik im Allgemeinen und der Bundeswehr im Besonderen. In diesem Zusammenhang wird vornehmlich über die Themen Auslandseinsätze, Wehrtechnik, Rüstung, Zivil-Militärische Zusammenarbeit und Innere Führung berichtet. Jede Ausgabe beschäftigt sich mit einem Schwerpunktthema. Hinzu kommt ein Feuilleton, welches sich mit dem Thema Bundeswehr und Sport befasst.
Als Zielgruppe sind sowohl die militärischen und zivilen Führungsebenen als auch einfache Soldaten, welche die Zeitschrift im Normalfall über Auslagen erhalten, definiert. Zudem erhalten nahezu alle Bibliotheken und Fachinformationsstellen der Bundeswehr die Zeitschrift.
Jede Ausgabe hat zwischen 64 und 88 Seiten Inhalt. Die Auflage beträgt 3.500 Stück, es wird von einer Nettoreichweite von 12.000 Lesern ausgegangen.